# Pagès de remença
Un pagès de remença era un pagès de la Catalunya medieval que estava lligat, juntament a la seva família, a un mas o a les terres del seu senyor, que no podia abandonar si no era mitjançant el pagament d'una remença o pagament, i sempre que el senyor ho acceptés. Eren al voltant del 20% de les persones de la Catalunya Vella.
A més de la remença, aquests pagesos estaven obligats a pagar censos, parts de collites i moltes altres càrregues i serveis personals. També estaven sotmesos al poder jurisdiccional del senyor del castell, com a residents dins del seu terme, motiu pel qual en molts casos eren víctimes dels mals usos, i havien d'ocupar-se també de les seves obligacions amb l'Església.
Al segle xv els remences van provocar una revolta contra els senyors feudals com a conseqüència d'una greu crisi econòmica. La pressió que van exercir va provocar que es fes la reial provisió d'Alfons el Magnànim per atendre les seves demandes. En conseqüència, es va constituir el Gran Sindicat de Remença.
Alfons el Magnànim va anul·lar la remença el 1455, amb l'objectiu de disminuir el poder dels senyors feudals. Posteriorment, els pagesos de remença van protagonitzar la Guerra dels remences.